# スタッド・フランセ・パリ
スタッド・フランセ・パリ（仏: Stade Français Paris）は、フランスののパリに本拠地を置くラグビーユニオンクラブである。フランス1部リーグ・トップ14に所属。

## 概要
1995年5月、パリにある2つのスポーツ総合クラブ、スタッド・フランセ（Stade Français）とCASG（Club athlétique des sports généraux）が併合されて、現在のクラブが結成される。
スタジアムはパリ16区にあるスタッド・ジャン＝ブーアン。
クラブの選手たち、および種目を問わず招待された選手たちの黒白ヌード写真を収録したカレンダー「Dieux du Stade」（スタジアムの神々）が2001年から売り出され、話題を集める。サッカーのジブリル・シセも登場した。2004年以降は撮影風景をおさめたDVDも発売されている。
マックス・ガッジーニの優れた経営戦略のもと、試合前後のコンサートや打ち上げ花火などの演出、ケンゾーらを起用した洒落たユニフォームの導入などにより、個人主義的で飽きやすいといわれるパリのスポーツファンを引き付けることに成功した。中でも選手のヌード・カレンダーはクラブショップのみならず全国のスーパーマーケットにも並べられるほどの盛況ぶりである。
その一方で、クラブの伝統を無視したエンブレム変更、常にゲイ・カルチャーを彷彿させるマーケティングには、批判の声も多い。
2016年10月に、ピンク色のパンサー（ヒョウ）をモチーフにしたマスコットキャラクター「Lucky（ラッキー）」を発表した。

## 歴史
スタッド・フランセは1883年にカルチエ・ラタンの学生たちによってスタジアム競技の総合スポーツクラブとして創設された（スタジアムを意味する「スタッド」の名前を冠しているのはその名残である）。
1882年に創設されたフランス選手権において、1883年から1927年までの間、1部リーグで8回の優勝、7回の準優勝という輝かしい成績をおさめる。1947年に初めて2部に降格し、以後徐々に弱体化し、1990年代初めまで2部、3部リーグで低迷する。
合併するもう一方のクラブ、CASGは1903年に設立。フランスの大手銀行、ソシエテ・ジェネラルのスポーツチームが発展したものである。
1992年にラジオ局、NRJの創始者の一人であるマックス・ガッジーニがスタッド・フランセを買い取る。さらに1995年、スタッド・ジャンブーワンを所有するCASGを買い取り、両チームを合併する。ベルナール・ラポルトを監督に迎え、3部リーグで優勝して2部へ昇格。さらに翌年には2部リーグ1位となり、1部リーグに返り咲く。1部リーグ初年度の1998年、ペルピニャンと決勝を戦い、優勝を飾る。

## タイトル

### 国内タイトル
- フランス選手権（現・トップ14）
  - 優勝 14回：1893, 1894, 1895, 1897, 1898, 1901, 1903, 1908, 1998, 2000, 2003, 2004, 2007, 2015
  - 準優勝 9回：1892, 1896, 1899, 1904, 1905, 1906, 1907, 1927, 2005

- クープ・ドゥ・フランス（Coupe de France）
  - 優勝 1回：1999

- クープ・ドゥ・レスペランス（Coupe de l'Espérance）
  - 準優勝 1回：1916

### 国際タイトル
- ハイネケンカップ
  - 準優勝 2回：2001, 2005

## スコッド
2024-25シーズンのスコッド（2024年9月現在）
| フッカー - ルーカス・ペイレスブランクエス(Lucas Peyresblanques) - ジャコモ・ニコテーラ - ルカ・ペトリアシヴィリ(Luka Petriashvili) プロップ - セルゴ・アブラミシヴィリ - モーズ・アロ＝エミレ(Moses Alo-Emile) - ポール・アロエミール - クレメント・カステットス - フランシスコ・ゴメス・コデラ - ギオルギ・メリキゼ - ヒューゴ・ンジャイ(Hugo N'Diaye) ロック - ピエール＝アンリ・アザゴー - ポール・ガブリヤーガ - JJ・ヴァン・デル・メスチュ - バティスタ・ペセンティ | フランカー/No.8 - ロマン・ブリアッテ(Romain Briatte) - ライアン・チャプイス(Ryan Chapuis) - タンギノア・ハライフォヌア - マチュー・ヒリゴーエン(Mathieu Hirigoyen) - ピエーレ・ウゲット(Pierre Huguet) - セコウ・マカロウ - ヨアン・タンガ スクラムハーフ - ジュール・ギムベート - ブラッド・ウェバー - ヒューゴ・ザバルーザ(Hugo Zabalza) フライハーフ - ロイス・カルボネル - ロイス・フォーサンズ＝ブーレット(Louis Foursans-Bourdette) - ザック・ヘンリー | センター - ジュリアン・デルボイス - ジョー・マーチャント - ジェレミー・ウォード ウイング - ステファン・アメッド(Stéphane Ahmed) - ピエーレ・ボウデヘント - ラファエレ・ストルティ - ペニアシ・ダクワカ - レスター・エティエン - サムエル・エゼアラ フルバック - レオ・バッレ - ジョー・ジョナス |
| | | |
| 太字はキャップを持っている選手。はキャプテン。 | | |

## 歴代所属選手
- マイケル・チャイカ - 前オーストラリア代表ヘッドコーチ
- ブライアン・リマ - サモア代表
- ゴンサロ・ケサダ - アルゼンチン代表
- マウロ・ベルガマスコ - イタリア代表
- トゥクルア・ロコツイ - トンガ代表
- パスカル・パペ - フランス代表
- ジェームス・ハスケル - イングランド代表
- バンジャマン・ケイゼル - フランス代表
- ジャン＝バティスト・ディクラリス - ベルギー代表
- ナウエル・テタス＝チャパロ - アルゼンチン代表
- タレマイトンガ・トゥアパティ - フィジー代表
- チョサイア・ライスンゲ - 7人制フィジー代表
- フアン・マヌエル・レギサモン - アルゼンチン代表
- モルネ・ステイン - 南アフリカ代表
- マチュー・バスタロー - フランス代表
- ラバー・スリマニ - フランス代表
- テリー・ボーラウア - 7人制フランス代表
- 和田大輔-日本代表
- ジョシュ・ストラウス - スコットランド代表
- アレクサンドル・フランカール - フランス代表
- ラミロ・エレーラ - アルゼンチン代表
- ティエリー・フェウテウ - スペイン代表
- ジークフリート・フィシイホイ - トンガ代表
- ライオネル・マプー - 南アフリカ代表
- ルアン・コンブリンク - 南アフリカ代表
- パブロ・マテラ - アルゼンチン代表
- ヴァリアン・パスケ - 7人制フランス代表
- ジョナサン・ダンティ - フランス代表
- ガエル・フィクー - フランス代表
- ンガニ・ラウマペ - ニュージーランド代表
- トル・ラトゥ - オーストラリア代表
- ヨアン・マエストリ - フランス代表
- パオロ・オドグウ - イタリア代表
- ヴィンセント・コッホ - 南アフリカ代表
- マルコス・クレメル - アルゼンチン代表
- モルガン・パラ - フランス代表
- ニコラス・サンチェス - アルゼンチン代表
- ハリー・グラバー - 7人制イギリス代表
- ワイセア・ナヤザレヴ - フィジー代表
- トーマス・クレトゥ - ルーマニア代表
- パオロ・オドグウ - イタリア代表
- テルサ・ベアイヌ - トンガ代表